# Эшарги, Моэс
Моэс Эшарги (англ. Moez Echargui; род. 10 января 1993, Ла-Марса, Тунис) — тунисский профессиональный теннисист. Победитель одного турнира ATP Challenger (2019) в парном разряде и семнадцати турниров ITF (10 — в одиночном разряде). Двукратный чемпион и призёр Африканских игр (2023).
С 2016 года Эшарги представляет Тунис на Кубке Дэвиса, где его рекорд W/L составляет 8—7.

## Общая информация
Родился 10 января 1993 года в Ла-Марсе, в Тунисе.

## Спортивная карьера
В 2017—2023 годах стал победителем восьми турниров ITF в одиночном разряде.
В 2018—2021 годах стал победителем ещё семи турниров ITF в парном разряде.
В марте 2019 года он стал победителем в парном разряде вместе с соотечественником Скандером Мансури на турнире Challenger Keio в Иокогаме (Япония), где он в финале победил опытных австралийцев Макса Пёрселла и Люка Сэвилла со счётом: 7-6(8-6), 6-7(3-7), [10-7].
В марте 2024 года, в Аккре (Гана) он стал чемпионом Африканских игр в одиночном разряде, в финале победив теннисиста из Зимбабве Бенджамина Лока. Там же он также стал бронзовым призёром Африканских игр в парном разряде вместе со своим соотечественником Азизом Оуака, и чемпионом в командном турнире.

## Рейтинг на конец года
| Год  | Одиночный рейтинг | Парный рейтинг |
| 2024 | 508               | 716            |
| 2023 | 281               | 478            |
| 2022 | 356               | 678            |
| 2021 | 582               | 462            |
| 2020 | 801               | 628            |
| 2019 | 795               | 395            |
| 2018 | 365               | 646            |
| 2017 | 522               | 631            |
| 2016 | 863               | 988            |
| 2015 | 1056              | 1630           |
| 2014 | —                 | 1367           |